# 前田このみ (声優)
前田 このみ（まえだ このみ、10月15日 - ）は、日本の女性声優、ナレーター。兵庫県出身。フリー。

## 来歴
青二塾大阪校第11期生卒業。以前は青二プロダクション、アビリティソウルプロデュースに所属。
青二プロダクションジュニア所属時代には桑島法子、桂川千絵と共に、声優ユニットS-neryとして、アイドル声優として活動した。
関西人としてのノリの良さに定評があり、『らき☆すた』の黒井ななこは「酒の席での前田さんそのままでやって欲しい」という理由でキャスティングされたという逸話がある。
『らき☆すた』で共演した西原さおりとはその後も親交があり、フリーとなってからは西原が代表を務めるSAOLIOにキャスティングを委託している。

## 人物
特技は関西弁、コンピュータインストラクション。

## 出演
太字はメインキャラクター。

### テレビアニメ
1996年
- 家なき子レミ（ピエール）
- ゲゲゲの鬼太郎（第4作）（1996年 - 1997年、村上祐子、看護婦、ユーレイ、健太、女性1）
- 名犬ラッシー（サーティス）

1998年
- 遊☆戯☆王（影山三姉妹、薫子親衛隊、ポキー）

1999年
- バブルガムクライシス TOKYO 2040（マリア）

2001年
- ジャングルはいつもハレのちグゥ（トポステ）
- 星界の戦旗II（ダークセス乗員C）
- 名探偵コナン（2001年 - 2007年、三井まどか、友人）

2002年
- ポケットモンスター（モエ）

2004年
- あたしンち（店員）

2005年
- 機動新撰組 萌えよ剣 TV（白虎）

2007年
- らき☆すた（黒井ななこ）

2011年
- フラクタル（アラバスターの女）

### 劇場アニメ
- 遊☆戯☆王（1999年、サトシ）

### OVA
- ジャングルはいつもハレのちグゥ デラックス（2002年、トポステ）
- 機動新撰組 萌えよ剣（2003年、白虎）
- ジャングルはいつもハレのちグゥ FINAL（2003年、トポステ）
- らき☆すたOVA（オリジナルなビジュアルとアニメーション）（2008年、黒井ななこ）
- 名探偵コナン MAGIC FILE4 大阪お好み焼きオデッセイ（2010年、女子高生）

### ゲーム
1998年
- 雷弩機兵ガイブレイブII（ゼクター）
- 星の丘学園物語 学園祭（藤野沙織）
- メリーメント・キャリング・キャラバン（ジャネット・フォード）
- 英雄志願 -Gal Act Heroism-（ルリア）
- ハートビートスクランブル

1999年
- ゼウスII カルネージハート（アンナ・ボーソン）
- マリオネットカンパニー（今野園子）
- 〜アートカミオン〜芸術伝（蟹崎百恵）

2002年
- 機動新撰組 萌えよ剣（白虎）
- Tomak〜Save the Earth〜Love Story（チャン・ウンジュ）

2003年
- グリーングリーン 〜鐘ノ音ダイナミック〜（楠木かおり）

2004年
- テイルズ オブ リバース（ユシア）

2007年
- らき☆すたの森（黒井ななこ）

2008年
- らき☆すた 〜陵桜学園 桜藤祭〜（黒井ななこ）

2009年
- キラ☆キラ 〜Rock'n'RollShow〜（アキ）
- らき☆すた ネットアイドル・マイスター（黒井ななこ）

### ドラマCD
- 聖痕のジョカ
- 白倉由美作品集ベストセレクションシリーズ
  - VOL.1 S-neryベスト盤『夢からさめない』（オリジナル版も出演）
  - VOL.3 S-neryリーディングストーリー『東京星に、いこう』総集編（オリジナル版も出演）
- 銀河鉄道の夜（ザネリ）
- バイオハザード（ボビー）
- タカラ リカちゃん電話（ピエール）
- らき☆すた ドラマCD（ドラマがコンプリートなディスク）（黒井ななこ）
- 宮河家の空腹 ドラマCD 陵桜学園高等学校文化祭は大パニックかも（黒井ななこ）

### ラジオドラマ
- エメラルドドラゴン（妹）

### 吹き替え
- ジャッジ・ドレッド ※VHS・DVD版

### CD
- 運命の少女（S-nery）
- Feel for Love〜愛をさがして〜（S-nery）
- 千のプラトー（S-nery）
- らき☆すた キャラクターソング Vol.012 ななことゆい

### 人形劇
- こどもにんぎょう劇場 「わがままな大男」（子供）

### イベント
- らき☆すた in 武道館 あなたのためだから

### TVナレーション・リポーター
- テレビ朝日「Enter.Com」「Selection X」
- フジテレビ「直撃！ウワサの5人」
- TBS「Pooh!」
- CS「スペースシャワーTV電撃野郎エルビス」
- 日本テレビ「ニュースプラス1」（リポーター）

### CMナレーション
- 電撃ゲームキューブ
- ザッピィ
- グリコ 毎日果実
- 日本ハム シャウエッセン